# Felsenfest
Felsenfest es el título del quinto álbum de estudio del grupo alemán de folk rock, dArtagnan. Lanzado el 28 de octubre de 2022, bajo el sello discográfico NITRON concepts, una división de Sony Music.
El álbum es un disco doble, donde la banda dedica el segundo disco a covers de canciones tradicionales tocadas al estilo folk rock al que llamaron Folkfest, además de añadir una versión en inglés de su éxito C'est La Vie. La banda también lanzó un paquete especial de 3 CDs donde el tercer disco incluye las mismas canciones en modo instrumental (sin voces).

## Lista de canciones
| CD 1  |                                                                                             |                                       |          |  |
| N.º   | Título                                                                                      | Escritor(es)                          | Duración |  |
| 1.    | «Dreht Sich Der Wind»                                                                       | Ben Metzner, Felix Heldt              | 2:57     |  |
| 2.    | «Tanz In Den Mai»                                                                           | Ben Metzner                           | 3:19     |  |
| 3.    | «Westwind»                                                                                  | Ben Metzner, Felix Heldt              | 3:08     |  |
| 4.    | «Felsenfest»                                                                                | Ben Metzner, Felix Heldt, Tim Bernard | 3:01     |  |
| 5.    | «My Love's In Germany»                                                                      | Ben Metzner, Felix Heldt              | 3:14     |  |
| 6.    | «Trink Mein Freund»                                                                         | Tradicional                           | 2:52     |  |
| 7.    | «Freiheit & Tod»                                                                            | Ben Metzner                           | 3:15     |  |
| 8.    | «Drei Schwarze Reiter»                                                                      | Ben Metzner                           | 3:09     |  |
| 9.    | «Pulverdampf & Donnergroll'n»                                                               | Ben Metzner                           | 3:23     |  |
| 10.   | «Wein & Wahrheit»                                                                           | Ben Metzner, Tim Bernard              | 3:10     |  |
| 11.   | «Teufelsgeiger»                                                                             | Ben Metzner, Gustavo Strauss          | 3:23     |  |
| 12.   | «Brüder, Lasst Uns Gehen» (Adaptación en alemán de la saloma tradicional Leave Her, Johnny) | Ben Metzner, Tradicional              | 2:52     |  |
| 37:43 |                                                                                             |                                       |          |  |

| CD 2 - Folkfest | |                                                              |          |  |
| N.º             | Título | Escritor(es)                                                 | Duración |  |
| 1.              | «We're Gonna Be Drinking»                                                                                               | Tradicional                                                  | 2:59     |  |
| 2.              | «Merseburger Zauberspruch»                                                                                              | Frank Wulff, Tradicional                                     | 3:44     |  |
| 3.              | «Bella Ciao» (Versión en italiano)                                                                                      | Tradicional                                                  | 3:09     |  |
| 4.              | «C'est La Vie» (Versión en inglés)                                                                                      | Ben Metzner, Tim Bernard                                     | 3:19     |  |
| 5.              | «Leave Her, Johnny» | Tradicional                                                  | 2:53     |  |
| 6.              | «Vino Griego» (Versión en español de José Vélez del tema Griechischer Wein de Udo Jürgens, escrito por el Dúo Dinámico) | Michael Kunze, Udo Jürgens, Manuel de la Calva, Ramón Arcusa | 3:28     |  |
| 7.              | «Korobeiniki» | Tradicional                                                  | 2:53     |  |
| 8.              | «Auld Lang Syne» (Cover del tema tradicional escocés Auld Lang Syne)                                                    | Tradicional                                                  | 3:01     |  |
| 25:26           | |                                                              |          |  |

## Créditos

### Alineación principal
- Ben Metzner - Voz principal, Gaita, Uilleann pipes, Flauta irlandesa, Mandolina, Laúd, Guitarra acústica, Piano
- Tim Bernard - Guitarra acústica, Mandola, Buzuki irlandés y Coros
- Haiko Heinz - Guitarra eléctrica y Coros
- Sebastian Baumann - Bajo
- Gustavo Strauss - Violín y Coros
- Matthias Böhm - Batería

### Músicos invitados
- Zora Cock - Voz en el tema My Love's In Germany
- Candice Night - Voz en el tema We're Gonna Be Drinking
- Luc Arbogast - Voz en el tema Merseburger Zauberspruch
- The O'Reillys and the Paddyhats - Música y coros en el tema Leave Her, Johnny
- Paul Velke - Coros en Brüder Lasst Uns Gehen
- Philip Treiber - Coros en Brüder Lasst Uns Gehen

### Producción
- Producido por Felix Heldt y Ben Metzner.
- Grabado y mezclado por Felix Heldt.
- Grabación de batería por Felix Heldt y Felix Herzog.
- Grabación de violín por Simon-Michael Schmitt.
- Masterizado por Christoph Beyerlein.

### Diseño
- Holger Fichtner, Patrick Schneiderwind, Svenja Metzner - Fotografía
- Svenja Metzner - Diseño de vestuario
- Holger Fichtner - Diseño gráfico